# شرفت
الشِّرفِت في السعودية أو طشقوت في عمان (واسمه العلمي Euphorbia balsamifera) هي نبتة عصارية قليلة تساقط الأوراق، أغصانها بيضاء فاتحة اللون على شكل شبه بيضاوي. تستخدم عصارة النبات كعلكة واستخدامات طبية أخرى.

## الانتشار
تنتشر النبتة جنوب السعودية وتحديدًا سراة عبيد ونجران بالإضافة إلى ظفار في سلطنة عمان والصحراء الغربية.

## هوامش
1. ↑  حدد الرحالة برترام توماس في كتابه "رحلات ومغامرات عبر صحراء الربع الخالي" موضع النبات في في جبال القرا بظفار، كان هذا خلال محاولته صيد طائر الكروان المختبىء بين أشجار الطشقوت.